# 三重県道544号新堂停車場線
三重県道544号新堂停車場線（みえけんどう544ごう しんどうていしゃじょうせん）は、三重県伊賀市を通る、かつて存在した一般県道である。

## 概要
JR西日本関西本線 新堂駅前から伊賀市新堂に至る。
2011年（平成23年）4月1日をもって廃止された。

### 路線データ
- 起点：伊賀市新堂（JR西日本関西本線 新堂駅前）
- 終点：伊賀市新堂（新堂交差点、国道25号交点、三重県道2号伊賀青山線起点）
- 総延長：556 m

## 歴史
- 1959年（昭和34年）1月25日 - 路線認定[2]。
- 2011年（平成23年）4月1日 - 路線廃止[1]。

## 地理

### 通過していた自治体
- 三重県
  - 伊賀市

### 交差していた道路
| 交差していた道路                            | 交差していた場所 | 交差していた場所  |
| ------------------------------------------- | ---------------- | ----------------- |
| 国道25号 / 非名阪国道 三重県道2号伊賀青山線 | 新堂             | 新堂交差点 / 終点 |

### 交差する鉄道
- 関西本線

### 沿線
- JR西日本関西本線 新堂駅